# Nevada (Spanien)
Nevada ist eine aus den vier Bergorten Laroles, Júbar, Mairena und Picena bestehende südspanische Gemeinde (municipio) mit insgesamt 1.096 Einwohnern (Stand: 2024) im Südosten der Provinz Granada in der autonomen Region Andalusien.

## Lage und Klima
Die vier Orte der Gemeinde Nevada liegen im Quellgebiet zahlreicher Bergbäche (barrancos) an einem Südhang der Alpujarras gut 105 km (Fahrtstrecke) südöstlich der Provinzhauptstadt Granada in einer Höhe von ca. 750 bis 1160 m; die Mittelmeerküste bei Adra ist ca. 50 km in südlicher Richtung entfernt. Das Klima im Winter ist gemäßigt, im Sommer dagegen warm bis heiß; die insgesamt eher geringen Regenmengen (ca. 500 mm/Jahr) fallen – mit Ausnahme der nahezu regenlosen Sommermonate – verteilt übers ganze Jahr.

## Bevölkerungsentwicklung
| Jahr      | 1857 | 1900 | 1981 | 2000 | 2020 |
| Einwohner | --   | --   | 1610 | 1375 | 1072 |

Die Mechanisierung der Landwirtschaft, die Aufgabe bäuerlicher Kleinbetriebe („Höfesterben“) und der daraus resultierende  Verlust von Arbeitsplätzen hat einen immer noch anhaltenden Bevölkerungsschwund zur Folge.

## Wirtschaft
Noch in der frühen Neuzeit lebten die Bewohner des Ortes als Selbstversorger von den Erträgen ihrer Felder und Hausgärten. Außerdem wurde in geringem Umfang auch Viehzucht (v. a. Schafe, Ziegen und Schweine) betrieben; Esel wurden als Tragtiere gehalten. Dieser Zustand änderte sich erst mit dem Ausbau der Infrastruktur im 20. Jahrhundert. Heute dominieren schier endlose Oliven- und Mandelbaumplantagen. Im Ort selbst haben sich Kleinhändler, Handwerker und Dienstleister aller Art angesiedelt. Auch der sommerliche wie winterliche Tourismus in Form der Vermietung von Ferienwohnungen (casas rurales) spielt eine gewisse Rolle.

## Geschichte
Prähistorische, römische und westgotische Funde fehlen; die Gründung des Ortes erfolgte wahrscheinlich im 8. Jahrhundert durch Berber aus Nordafrika, auf die auch der Terrassenfeldbau mit seiner ausgeklügelten Bewässerungstechnik zurückgeht. Im 11. Jahrhundert wird der Ort von mehreren arabischen Chronisten erwähnt. Nach dem Ende des Kalifats von Córdoba (um 1020) übernahmen die Ziriden von Granada die Macht, die sie jedoch wenig später an die berberischen Almoraviden und Almohaden abtreten mussten. Als Teil des Emirats von Granada blieb das Bergland der Alpujarras bis zum Jahr 1490 islamisch; es gab jedoch immer wieder Aufstände gegen die Rückeroberungsbestrebungen (reconquista) der Christen (z. B. unter Ibn Hud in den Jahren 1228–1238). Mit dem Alhambra-Edikt (1492) der Katholischen Könige begann die Vertreibung der Juden in Spanien; nach den Moriskenaufständen der Jahre 1499 bis 1501 und 1568 bis 1571 wurden die letzten Muslime zu Beginn des 17. Jahrhunderts ebenfalls ausgewiesen. Die ehemals eigenständigen Bergorte wurden im Jahr 1974 zu einer Gemeinde zusammengelegt.

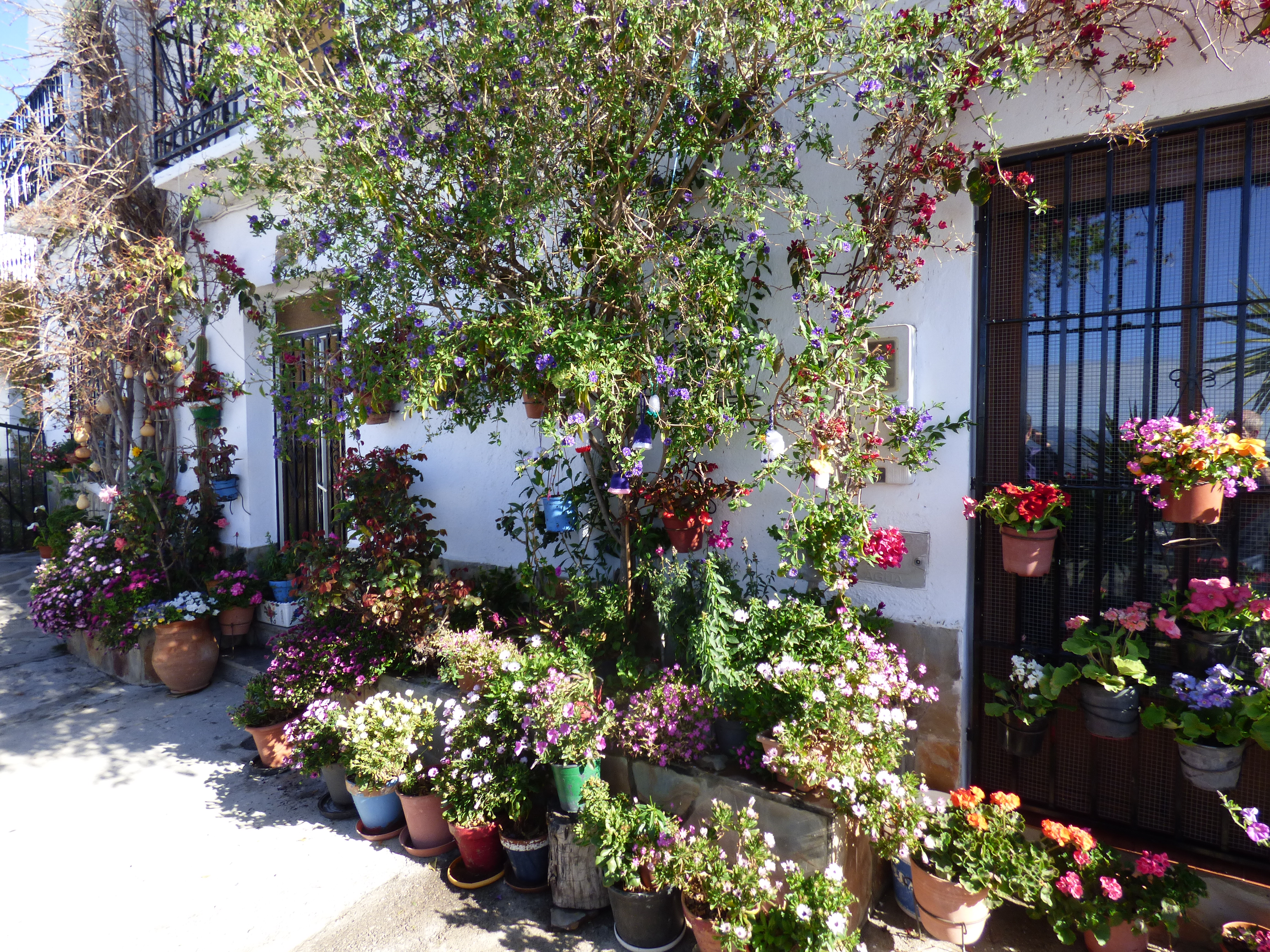
Blumengasse im Ortsteil Mairena

## Sehenswürdigkeiten
- Viele Häuser sind weiß getüncht und haben Flachdächer; nur die Kirchen und einige neuere Häuser zeigen Satteldächer.
- In ihrer unmittelbaren Umgebung befinden sich oft noch die bis ins 20. Jahrhundert hinein genutzten Dreschplätze (eras) und jahrhundertealte Wasserleitungen (acequias).
- Die – mit Ausnahme von Laroles – einschiffigen Kirchen der Orte stammen ursprünglich aus dem 16. Jahrhundert; sie wurden jedoch später modernisiert. Ihr Langhaus wird in der Regel von einem hölzernen Dachstuhl überspannt.
- Kapellen (ermitas), Brunnen (fuentes) und Zisternen (aljibes) bereichern das jeweilige Ortsbild.